# Cronay
Cronay ist eine politische Gemeinde im Distrikt Jura-Nord vaudois des Kantons Waadt in der Schweiz.

## Geographie
Cronay liegt auf 626 m ü. M., 5 km ostsüdöstlich der Bezirkshauptstadt Yverdon-les-Bains (Luftlinie). Das Haufendorf erstreckt sich auf einem Plateau im Molassehügelland des nördlichen Waadtländer Mittellandes, westlich des Tals der Mentue.
Die Fläche des 6,6 km² grossen Gemeindegebiets umfasst einen Abschnitt des Hügellandes zwischen dem Neuenburgersee und dem Broyetal. Der Hauptteil der Gemeinde wird vom Hochplateau von Cronay eingenommen (bei Les Râpes 663 m ü. M.). Nordöstlich schliesst sich das etwas niedrigere Plateau von La Crause (575 m ü. M.) an. Diese Plateaus werden im Osten durch das Tal der Mentue, im Westen durch das Tal von Cuarny begrenzt. Die Mentue, welche die Ostgrenze bildet, fliesst durch ein tiefes Kerbtal, an dessen Rand sich die Höhlen Fours de la Baumaz befinden. Westlich des Dorfes liegt der Waldhügel Le Signal, mit 666 m ü. M. die höchste Erhebung der Gemeinde. Im Süden verläuft die Grenze entlang des Tälchens des Ruisseau du Lin. Von der Gemeindefläche entfielen im Jahr 1997 5 % auf Siedlungen, 33 % auf Wald und Gehölze, 61 % auf Landwirtschaft und etwas weniger als 1 % auf unproduktives Land.
Zu Cronay gehören mehrere kleine Hofsiedlungen und Einzelhöfe. Nachbargemeinden von Cronay sind Donneloye, Orzens, Ursins, Pomy, Cuarny und Yvonand.

## Bevölkerung
Mit 422 Einwohnern (Stand 31. Dezember 2023) gehört Cronay zu den kleinen Gemeinden des Kantons Waadt. Von den Bewohnern sind 97,1 % französischsprachig, 1,3 % deutschsprachig und 0,7 % italienischsprachig (Stand 2000). Die Bevölkerungszahl von Cronay belief sich 1850 auf 561 Einwohner, 1900 auf 470 Einwohner. Danach wurde aufgrund starker Abwanderung bis 1980 eine Abnahme um 50 % auf 242 Einwohner verzeichnet; seither wurde wieder eine leichte Bevölkerungszunahme beobachtet.

## Wirtschaft
Cronay war bis in die zweite Hälfte des 20. Jahrhunderts ein vorwiegend durch die Landwirtschaft geprägtes Dorf. Noch heute haben der Ackerbau, der Obstbau und die Viehzucht eine wichtige Bedeutung in der Erwerbsstruktur der Bevölkerung. Weitere Arbeitsplätze gibt es im lokalen Kleingewerbe und im Dienstleistungssektor, darunter ein Betrieb, der sich auf Computertechnologie spezialisiert hat. An der Mentue befindet sich ein Kleinkraftwerk. In den letzten Jahrzehnten hat sich Cronay dank seiner attraktiven Lage zu einer Wohngemeinde entwickelt. Zahlreiche Erwerbstätige sind deshalb Wegpendler, die vor allem in Yverdon arbeiten.

## Verkehr
Die Gemeinde ist verkehrstechnisch recht gut erschlossen. Sie liegt an der Hauptstrasse von Yverdon nach Moudon. Der Autobahnanschluss Yverdon-Sud an der 1981 eröffneten A1 (Lausanne-Yverdon) ist rund 5 km vom Ortskern entfernt. Durch einen Postautokurs, der von Yverdon nach Thierrens verkehrt, ist Cronay an das Netz des öffentlichen Verkehrs angebunden.

## Geschichte
Die frühesten Zeugnisse einer Besiedlung des Gemeindegebietes von Cronay sind Gräber aus der Burgunderzeit. Die erste urkundliche Erwähnung des Ortes erfolgte 1142 unter dem Namen Crosnai. Später erschienen die Bezeichnungen Cronai (1160) und Cronex im 14. Jahrhundert. Der Ortsname geht auf den römischen Geschlechtsnamen Cronius zurück.
Seit dem 12. Jahrhundert bildete Cronay eine Herrschaft, die den Herren von Saint-Martin-du-Chêne unterstand. Im Spätmittelalter wurde die Herrschaft Cronay, deren Burg auf dem Hügel Le Signal am Dorfrand stand, in drei Teile aufgespaltet. Mit der Eroberung der Waadt durch Bern im Jahr 1536 kam Cronay unter die Verwaltung der Landvogtei Yverdon. Nach dem Zusammenbruch des Ancien Régime gehörte das Dorf von 1798 bis 1803 während der Helvetik zum Kanton Léman, der anschliessend mit der Inkraftsetzung der Mediationsverfassung im Kanton Waadt aufging. 1798 wurde es dem Bezirk Yverdon zugeteilt.

## Sehenswürdigkeiten
In der Mitte des oberen Dorfteils steht die Kirche, die vor der Reformation Saint-Maurice geweiht war. Im Ortskern sind einige stattliche Bauernhäuser aus dem 17. bis 19. Jahrhundert erhalten. Auf dem Hügel Le Signal befinden sich Mauerreste der in der ersten Hälfte des 13. Jahrhunderts erbauten Burg Castellion.